# Rita Keszthelyi
Rita Keszthelyi (ur. 10 grudnia 1991 w Budapeszcie) – węgierska piłkarka wodna, reprezentantka Węgier. Brązowa medalistka igrzysk olimpijskich w Tokio w 2021 oraz mistrzostw świata w 2013. Wielokrotna medalistka mistrzostw Europy.

## Udział w zawodach międzynarodowych
| Rok  | Impreza                                | Miejsce        | Pozycja    |      |                                        |           |            |
| ---- | -------------------------------------- | -------------- | ---------- | ---- | -------------------------------------- | --------- | ---------- |
| Rok  | Impreza                                | Miejsce        | Pozycja    | 2012 | Letnie Igrzyska Olimpijskie 2012       | Londyn    | 4. miejsce |
| Rok  | Impreza                                | Miejsce        | Pozycja    | 2013 | Mistrzostwa Świata w Piłce Wodnej 2013 | Barcelona | 3. miejsce |
| 2014 | Mistrzostwa Europy w Piłce Wodnej 2014 | Budapeszt      | 3. miejsce |      |                                        |           |            |
| 2016 | Mistrzostwa Europy w Piłce Wodnej 2016 | Belgrad        | 1. miejsce |      |                                        |           |            |
| 2016 | Letnie Igrzyska Olimpijskie 2016       | Rio de Janeiro | 4. miejsce |      |                                        |           |            |
| 2020 | Mistrzostwa Europy w Piłce Wodnej 2020 | Budapeszt      | 3. miejsce |      |                                        |           |            |
| 2021 | Letnie Igrzyska Olimpijskie 2020       | Tokio          | 3. miejsce |      |                                        |           |            |